# Ctenizidae

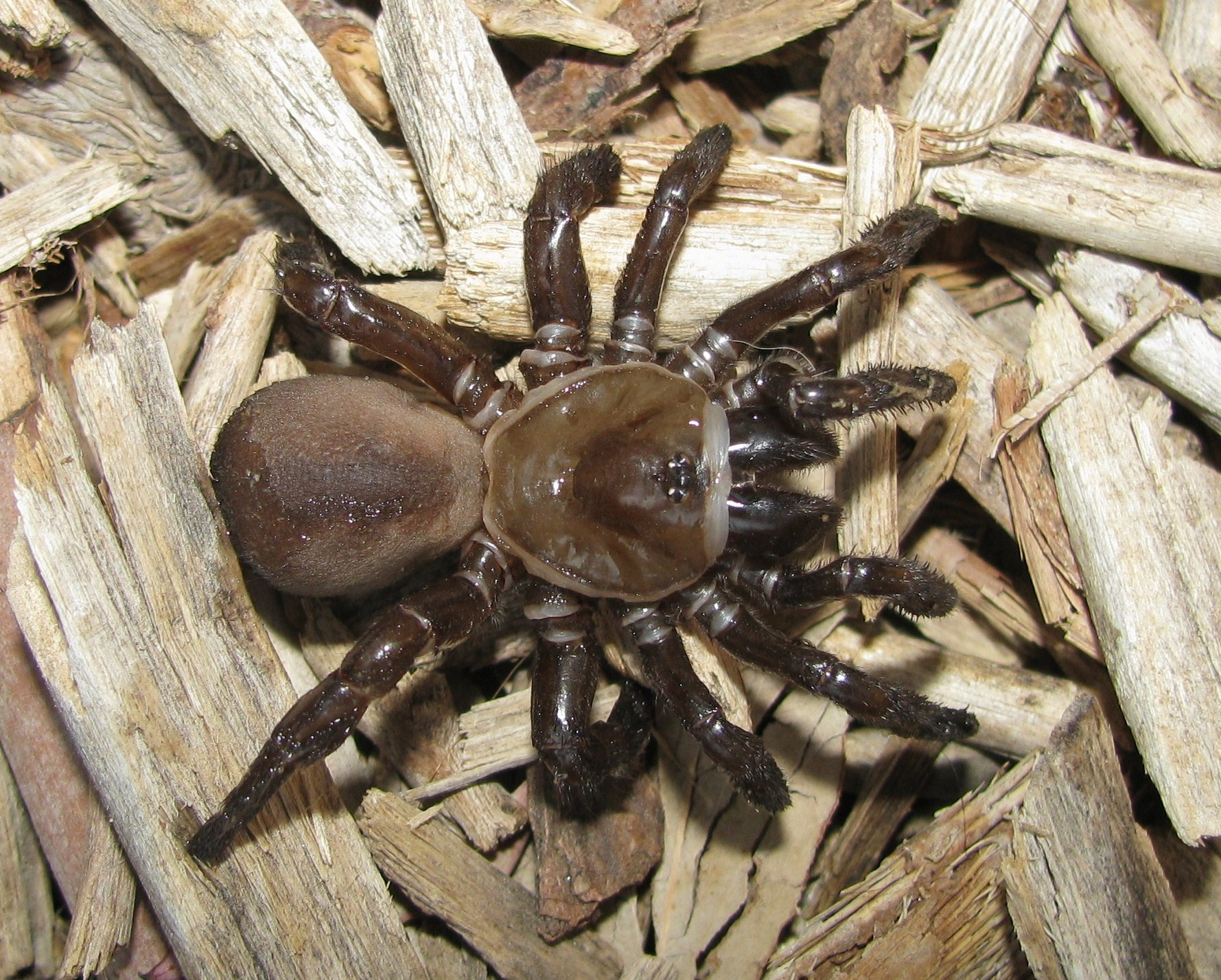
Bothriocyrtum californicum

Ctenizidae este o familie de păianjeni migalomorfi care construiesc vizuini, cu pereții acoperiți cu resturi vegetale și mătase și cu o trapă la intrare. Există, de asemenea, și alte familii ce-și sapă vizuini cu o trapă la intrare, de exemplu Liphistiidae, Barychelidae, Cyrtaucheniidae, mai rar la Idiopidae și Nemesiidae. Unele specii din genul Conothele nu construiesc vizuină, dar țes un tub de mătase cu trapă și cu fisuri înpereții tubului. 

## Descriere
Spre deosebire de alți păianjeni migalomorfi, Ctenizidae au un rastellum pe chelicere, asemănător unor „dinți” sau „spini” pe fiecare colț. Rastellumul este folosit pentru a săpa și a aduna solului în timpul construcțieie vizuinii. Păianjenii din genul Cyclocosmia sunt neobișnuiți, datorită prezenței unei plăcuți dure pe partea posterioră a opistosomii, care acționează ca un scut împotriva viespelor parazite. Cu ajutorul pedipalpilor și picioarelor, ei țin trapa închisă, atunci când sunt deranjați.

## Ecologie

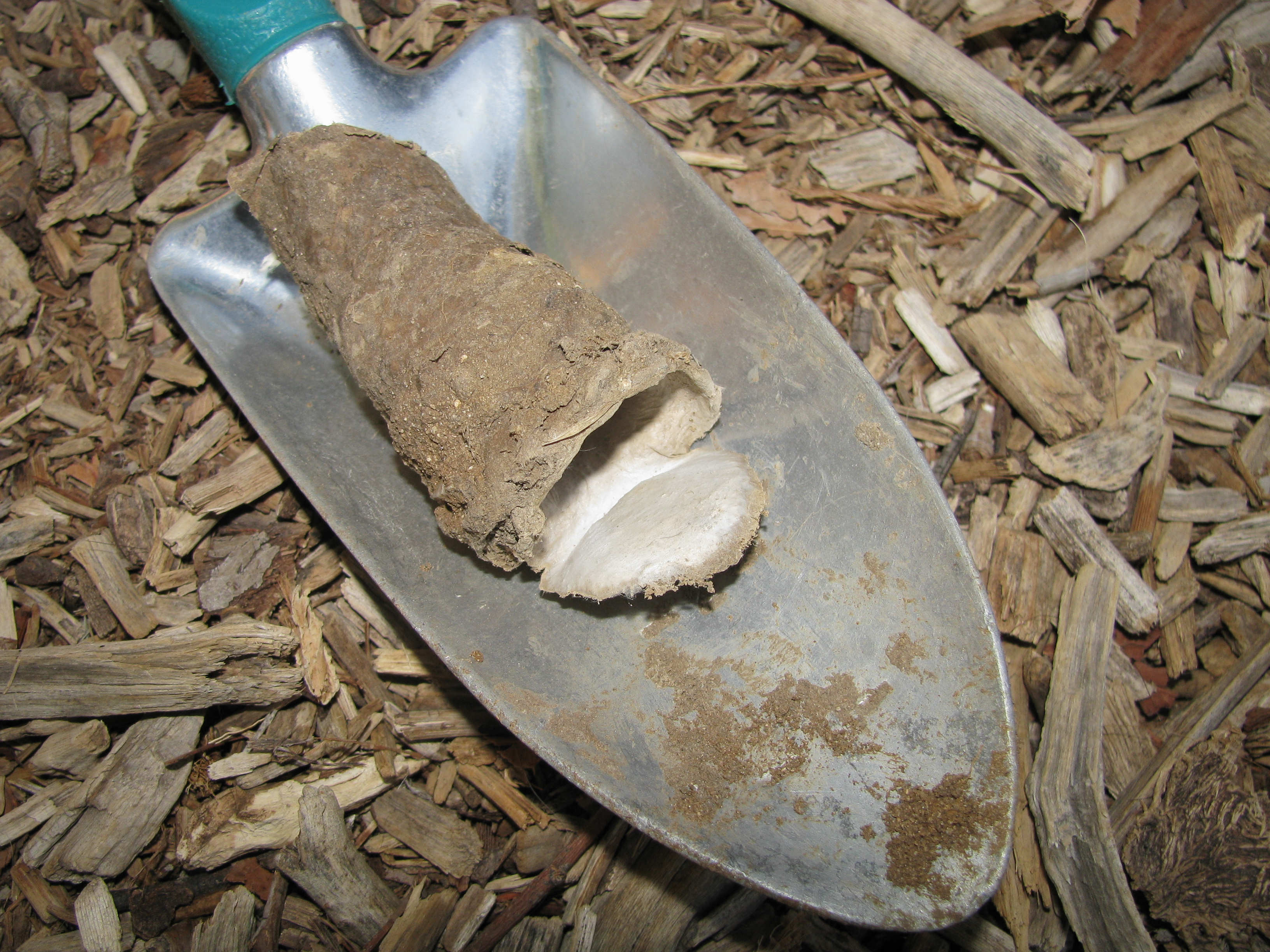
Vizuina Bothriocyrtum californicum

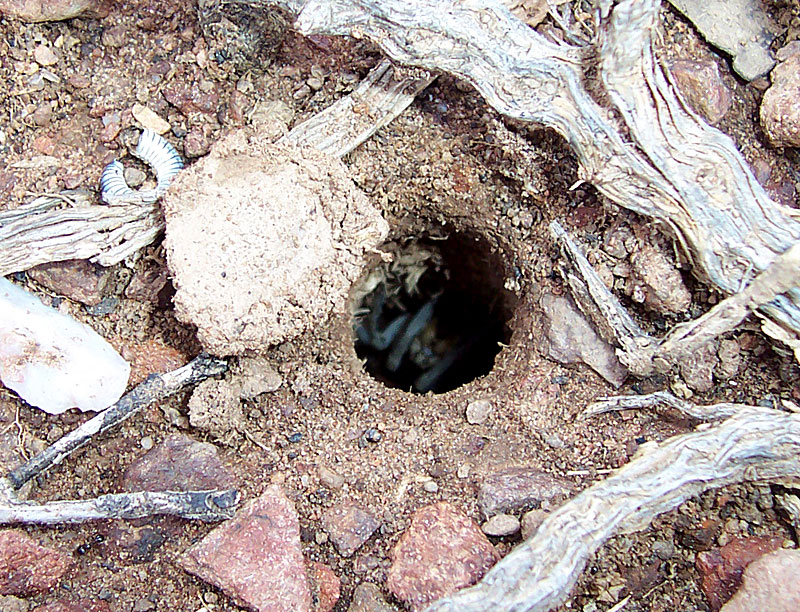
Viziună cu trapa deschisă

E foarte să greu să observi vizuina unui astfel de păianjeni, deoarece ea este bine camuflată cu particule de sol, frunze, crenguțe. Trapa se deschide asemenea unei uși, fiind alipită de peretele vizuinii cu mătase. Păianjenul așteaptă parada ținându-se cu ghiarele tarsiene de partea inferioară a trapei. De la intrare în vizuină pleacă numeroase fire de semnalizarea. Păianjenul detectează prada prin vibrațiile firelor, la atingerea lor de către victimă. Cân prada se apropie de vizuină, păianjenul sare brusc și o înțeapă cu chelicerele. Apoi, prada este adusă în vizuină și consumată. Se hrănesc cu diferite insecte, alte artropode, uneori cu vertebrate mici. Uneori păianjenul foarte flămând își va aștepta hrana în afara vizuinii, însă și în acest caz el folosește firele de semnalizare. 

Masculii sunt în stare să depășescă comportamentul agresiv al femelelor. Femela niciodată nu va călători departe de vizuina sa, mai ales dacă are un cocon cu ouă. În acest timp, femela va hrăni tinerii păianjeni cu prada prinsă de ea.

Dușmani ai acestor păianjeni sunt: viespile din familia Pompilidae , care caută vizuină pentzru a depune ouăle în corpul păianjenilor. Larvele eclozate din aceste ouă consum păianjenul din interior.  

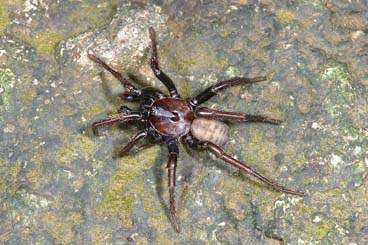
Latouchia parameleomene, mascul

## Răspândire
Ummidia este răspândită în sudul Statelor Unite. Bothriocyrtum californicum este comun pe coasta Pacificului. Genul Cyclocosmia, include 7 specii, se găsește în SUA, Mexic, Guatemala, China, Thailanda și Canada. Numărul speciilor poate fi pe cale de dispariție din cauza distrugerii habitatelor.

## Sistematică
Taxonomia actuală a păianjenilor Ctenizidae este inceartă și multe specii din genul Ummidia rămân nedescrise (Raven, 1985). Familia include 120 de specii.
- Ctenizinae Thorell, 1887
  - Bothriocyrtum Simon, 1891 — SUA, Mexic, Taiwan
  - Cteniza Latreille, 1829 — Europa, Asia Centrală
  - Cyclocosmia Ausserer, 1871 — din SUA până în Guatemala, Thailanda, China
  - Cyrtocarenum Ausserer, 1871 — Grecia, Turcia
  - Latouchia Pocock, 1901 — Asia
  - Stasimopus Simon, 1892 — Africa de Sud

- Pachylomerinae Simon, 1889
  - Conothele Thorell, 1878 — Australia
  - Hebestatis Simon, 1903 — Costa Rica, SUA
  - Ummidia Thorell, 1875 — America, regiunea mediteraniană, Japonia, Taiwan